# ليفاي أكرمان
ليفاي أكرمان (باليابانية: リヴァイ・アッカーマン) أو ليفاي دانشو リヴァイ兵長) Rivai Heichō) هو شخصية ثنائية من مانغا وأنمي هجوم العمالقة وقائد فرقة خاصة في فيلق الإستطلاع ويعرف أيضاً بأنه أقوى جندي في البشرية.

## المظهر
لدى ليفاي شعرُُ أسود قصير مستقيم ومصفف بفلقه، بالإضافة إلى عيون زرقاء ضيقة ، طوله 160 ، لكن لديه قوة بدنية ومرونة عالية وسرعة فائقة تجعله آلة مصممة لقتل العمالقة كما تجعله أمهر بشري في استخدام عدة المناورة، عادةً ما يكون ليفاي عابساً أو بلا تعبير على وجهه هذا بالإضافة إلى سلوكه الهادئ للغاية والذي يجعل من الصعب على الآخرين تخمين ما يفكر فيه.
غالبًا ما يُرى في زي فيلق الاستطلاع الخاص به مع قميص رمادي فاتح أسفله و عند الشروع في رحلات استكشافية خارج الجدران يرتدي أيضاً عباءة خضراء ذات غطاء للرأس، في معظم الأوقات التي كان خلالها فيلق الاستطلاع هارباً من الجيش والملكية، كان يرتدي ببساطة حزام معدات المناورة العمودية على الملابس غير الرسمية.
بعد انفجار كان فيه قريب من رماح الرعد الذي أطلقه زيكي ييغر، أصبح يعاني من ندبات في عينه اليمنى وفقد كلاً من السبابة والوسطى في يده اليمنى.

## الشخصية
بسبب طفولته المبكرة، يوصف ليفاي بأنه «مهووس بالنظافة» من قبل أولئك الذين يعرفونه شخصياً لأنه يريد أن يجعل كل شئ نظيف تماماً بشكل مريب، فهو يكره أن تكون ملابسه أو معداته ملوثة فقد تشاهده يمسح شفرات سلاحه الملطخة بالدماء بينما لا يزال في ساحة المعركة، لكنه لن يتردد في لمس القذارة إذا رأى ضرورة لذلك.
ليفاي ليس ودوداً للغاية فهو نادراً ما يظهر عاطفته مما يعطي انطباعاً بأنه بارد للآخرين، لكنه أكثر شخص عاطفي ودافئ حسب وصف الكاتب ، كما أنه يجيد قراءة لغة جسد الآخرين وفهم شعورهم من خلال أعينهم فقط .
في حياته الإجرامية قبل الإنضمام لفيلق الإستطلاع، عندما كان يعيش في مدينة تحت الأرض، كان ليفاي يرفض تلقي الأوامر من أي شخص ومع ذلك، بعد انضمامه إلى فيلق الإستطلاع، أصبح يحترم إلى حد كبير القائد إروين سميث، الذي يتبع أوامره طواعية لأنه يثق في رؤية إروين وقيادته للفيلق.
تقتصر طاعة ليفاي بشكل صارم على الأفراد الذين يحترمهم، وليس لديه مشكلة في إظهار ازدراء صريح للسلطة تجاه أي شخص خارج هذه الدائرة. ففي محاكمة إرين، أهان التجار من خلال وصفهم بأنهم «خنازير» وأخبر الشرطة العسكرية أنهم ليسوا مؤهلين بما يكفي للتعامل مع إرين ييغر، وقد سخر من العديد من النواب من خلال قوله أنهم لم يقاتلوا أو حتى شاهدوا عملاقاً واحداً طوال حياتهم، حتى أنه كان يقترح بسخرية أن ينضموا إلى فيلق الاستطلاع، مما دفعهم إلى التراجع والتخلي عن تعنتهم، لقد استاء من معظم النواب لمحاولاتهم المستمرة لتقويض هيئة فيلق الإستطلاع الفيلق.
على الرغم من أنه نادراً ما يظهر ذلك، إلا أن ليفاي يتمتع بإحساس قوي بالأخلاق والتعاطف. من أكثر خصائصه تحديداً القيمة العظيمة التي يوليها للحفاظ على حياة الإنسان؛ يظهر هذا بشكل خاص عندما تم الكشف عن أن جميع العمالقة ربما كانوا بشراً في يوم من الأيام. فكرة أنه كان يقتل البشر دون علمه طوال هذا الوقت تزعجه بشدة. على الرغم من أن ليفاي لم يحمل أي حقد ضد إرين، إلا أنه كان على استعداد للجوء إلى العنف من أجل إنقاذ حياته في المحكمة، وفي النهاية سأل إرين عما إذا كان قد استاء منه بسبب الضرب. صرح ليفاي نفسه أنه يكره الخسائر غير الضرورية، ويطلب من مرؤوسيه استخدام حكمهم حتى يتمكنوا من تجنب الأخطاء الفادحة التي قد تكلفهم حياتهم.
كما ان ليفاي يهتم كثيراً لأمر جنوده وتابعيه فقد شوهد عدة مرات عندما أُمر ليفاي بالانسحاب مبكراً إلى سور روز في نهاية الرحلة الاستكشافية 57 الكارثية، كان من الواضح أن ليفاي حزين لأن العديد من جنوده ماتوا في مهمة غير مثمرة. لاحقًا، خاطر بحياته ضد العملاق الأنثى من أجل استعادة إرين من فمها وأيضاً لحماية ميكاسا، وسعيه وراءها بتهور بحثاً عن الانتقام. عندما عادوا إلى البوابة، اقترب منه والد بترا، وتحدث بمرح عن ابنته وعن إخلاصها الراسخ لفيلق الاستطلاع. دون علمه، ان إبنته قُتلت للتو؛ بقي ليفاي صامتاً، وكان حزين بشدة لدرجة عدم الرد. تأثر ليفاي بشكل واضح بفقدان فريق العمليات الخاصة الأصلي بالكامل على يد العملاق الأنثي و قد أشار أنه يحمل إرادة رفاقه الذين سقطوا، وأن ضغائنهم الجماعية ضد العمالقة تعزز عزمه على مواصلة القتال.
على الرغم من طاعته لإروين، يعمل ليفاي بشكل مستقل إلى حد ما. العديد من عمليات قتل العمالقة التي قام بها هي منفردة، أو ويتم إنجازها مع القليل من التعاون المباشر من الجنود الآخرين، على الرغم من أنه ينظر إليه من قبل الكثيرين على أنه ليس لديه حس القيادة فهو لا يتردد في إصدار الأوامر عند الضرورة، إلا أن ليفاي لا يرى نفسه كزعيم بنفس الطريقة التي يعتبر بها إروين سميث. فهو ليس لديه إهتمام كبير للتسلسل الهرمي للرتب بشكل عام، ويترك القرارات لمرؤوسيه بقدر ما يستطيع.
على الرغم من أن ليفاي يدرك أن مهارته القتالية تختلف عن مهارة أي جندي بشري آخر تقريبًا، إلا أنه ليس متعجرفًا حيال ذلك، لأنه يعلم عن تجربة أنه لا يوجد جندي بشري لا يقهر. قليلون سوف يجادلون بأنه وحده القادر على التعامل مع بعض المهام الصعبة، لأنه أثبت قدرته على إنجاز كل المهام الموكلة إليه.
بينما يُظهر ليفاي الولاء والتعاطف مع رفاقه، فإنه لا يظهر أي رحمة تجاه العمالقة، ويذبحهم دون تمييز مع اللامبالاة الواضحة. ومع ذلك، عندما يكون العمالقة أصدقاء أو مرؤوسين سابقين، يمكن أن يتردد لفترة وجيزة ويتساءل عما إذا كانوا لا يزالون على دراية بأفعالهم وهم حبسى تلك الأجساد الضخمة؛ بغض النظر، لم يعاني ليفاي من أي مشكلة في قتلهم، فعند تلك اللحظة يتم التعامل معهم على انهم أعداء للبشرية، ليفاي أيضاً قادر على التصرف بشكل سادي، أو حتى بشكل انتقامي، على سبيل المثال، عندما تم القبض على العملاق الأنثى، نقل ليفاي متعته بمشاهدتها وهي تعاني ووصف بتفاصيل تقشعر لها الأبدان كيف كان ينوي تشويه جسدها البشري. كما قام بتعذيب جيل سانيس مع هانج زوي، فقد قام بلكمه وثنى أنفه المكسور بالفعل، وأيضاً بعد هزيمة زيك ييغر للمرة الثانية، أوضح بسادية أنه كان سيعذب زيك بسبب جرائمه ضد الباراديس وفيلق الاستطلاع، وقام بتعذيبه بالفعل بعد محاولة هروبه برمح الرعد. لا يظهر ليفاي أي عاطفة خلال هذه الأوقات باستثناء إراقة الدماء، كما يتضح من خلال تقطيعه الهمجي لأرجل زيكي.
من المعروف أن ليفاي يفقد أحيانًا سلوكه الهادئ ويستخدم التهديدات أو العنف لحمل الآخرين على الاستماع إليه، حتى لو كانوا أعضاء في الفيلق. مثال على هذا السلوك عندما أمر هيستوريا ريس بتولي دور الملكة عندما تم طرح السؤال عليها. كانت تقوم بترجيح أنها غير لائقة، فقام ليفاي بالإمساك بها ورفعها عن الأرض وطلب منها أن تقوم بهذا الأمر رغم عنها. ثم تركها تسقط وصرخ عليها أن تتخذ قرارها، ولكنه عاد لهدوءه عندما إمتثلت لأمره.

## ماضيه
ليفاي هو ابن كوشيل أكرمان، وهي عاهرة عملت تحت الأرض وحملت فيه من أحد عملائها، وفي أحد الأيام، جاء كيني أكرمان، الأخ الأكبر لكوشيل، إلى المدينة لرؤيتها ... ليجد أنها ماتت، ووجد ليفاي فتى بمظهر قذر جالساً أمام سرير والدته الميتة.
في عرض نادر للتعاطف، قرر كيني الاعتناء به. فقد قام بتربية ليفاي بقدر استطاعته وقام بتعليمه مهارات استخدام السكين، وكيفية التعايش مع الناس تحت الأرض والسلوك العنيف، تعلم ليفاي أيضاً استخدام قوته الداخلية التي يمتلكها وراثياً كأحد أفراد عشيرة الأكرمان.
مر الوقت، وفي النهاية علم كيني ليفاي كل ما يعرفه. ومع ذلك، لم يعتبر نفسه كأب جيد. ذات يوم في المدينة تحت الأرض، بدأ ليفاي معركة انتصر فيها بسهولة. في تلك اللحظة، قرر كيني أن يتركه وراءه، مقتنعاً بأنه علم ليفاي المهارات التي يحتاجها للبقاء على قيد الحياة.
في وقت لاحق، أصبح ليفاي سفاحاً ومجرماً سيئ السمعة تحت الأرض لكنه ترك المكان في النهاية للانضمام إلى فيلق الاستطلاع، على الرغم من أنه كان على خلاف مع إروين في البداية لكن انتهى به الأمر ليصبح أحد أكثر رجاله الموثوق بهم.

## القدرات
ليفاي ماهر بشكل لا يصدق في استخدام معدات المناورة، لدرجة أن الجميع يقول إنه الأفضل في ذلك؛ حتى بعد أن فقد العديد من أصابعه، لا يزال ليفاي قادراً على استخدام المعدات بسهولة كما كان من قبل، ويقال أيضًا أنه بقوة فيلق كامل، يفوق بكثير كل الجنود الآخرين، فهو كان يُعتبر قوياً للغاية حتى قبل الانضمام إلى فيلق الاستطلاع.
لقد أظهر القدرة على إعاقة العملاق الأنثي من خلال التحرك بسرعة كبيرة حتى هي لم تستطع ملاحقته، وهو أمر لم تتمكن فرق كاملة وحتى إرين في شكله العملاق من تحقيقه، حتى أنه هزم زيك ييغر بمفرده وهو يعتبر أقوى المحاربين في جيش المارلي . لم تكن هذه الإنتصارات بشكل مباشر فقد كانت إما تعتمد على عنصر المفاجأة اللحظية أو بتخطيط مسبق، حيث كانت العملاقة الأنثى متعبة من الركض والهجمات المتتالية في غضون وقت قصير، وكان ليفاي قد أوقع زيكي على حين غرة، واقترب منه جداً قبل أن يلاحظ زيكي الفخ . ومع ذلك، فإن قدرات ليفاي الكاملة بشفراته الحادة لا تزال هائلة، وقادرة على تقطيع ذراع العملاق الوحش إلى عدة قطع بسرعة بحيث سقطت وكأنها شاورما لحم . ومع ذلك، فقد أثبت ليفاي أنه قادر على مواجهة محاربين أقوياء أصحاب قوة عمالقة في موقف فردي وبشكل مباشر حيث إذا اتيحت له الظروف المناسبة لإستخدام عدة المناورة بشكل سليم سيتمكن من إخضاع أي عملاق على سبيل المثال عندما واجه زيكي في الغابة وبتوفر الظروف المناسبة التي تسمح له بتوظيف عدة المناورة إذ إستطاع إسقاط عدة عمالقة ومنهم زيكي .
يتمتع ليفاي بقوة جسدية هائلة، وهو ما يتضح بلا شك من خلال إتقانه لمعدات المناورة العمودية. على الرغم من قوامه الصغير وقصر قامته، إلا أن قوته العضلية كبيرة كونه من نسل الأكرمان، مما يجعله قوياً جداً وقادرًا على هزيمة خصومه بسهولة. في مرحلة ما، اعترض ليفاي إحدى هجمات العملاق الأنثى، باستخدام يدها لإطلاق نفسه نحو فمها قبل أن تتمكن من ضربه.

### الطاقة المُستيقظة
كونه فرد من عشيرة الأكرمان قام ليفاي بإيقاظ قوته الأكرمانية في سن صغير إلى جانب القوة الجسدية التي إكتسبها فتلك القدرات تجعله منيعاً من اى محاولة لمحو ذاكرة الإلديان كما كان نسل الأكرمان منيعاً قبله.

### الهجمات القتالية
هجمات ليفاي لقتالية عبارة عن الدوران بالسيوف معكوسة هذا يمنحه سرعة وخفة وقوة كبيرة ومناسبة لتقطيع العمالقة يبدو أن الإمساك العكسي للسيوف مستوحى من تدريبات كيني في استخدام السكين، كما أنه من الواضح أن ليفاي يفضل استخدام السيوف على عكس بقية الفيلق الذي يستخدم رماح الرعد، ليفاي لا يفضل استخدام رماح الرعد لكنه سيفعل إذا أضطر لذلك.